# Oskaloosa (Iowa)
Oskaloosa város az USA Iowa államában. Lakosainak száma 11 558 fő (2020. április 1.).

## Népesség
A település népességének változása:
| Lakosok száma | 10 938 | 11 463 | 11 558 |
|               | 2000   | 2010   | 2020   |